# Liberté dorée

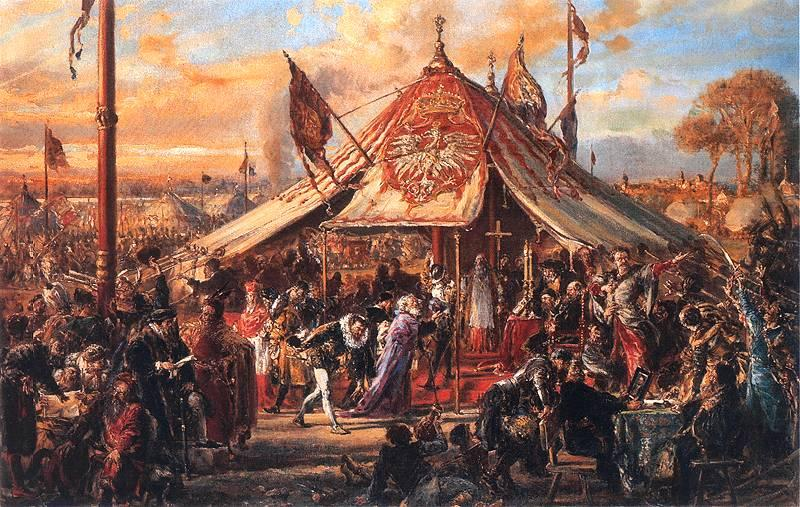
La République au zénith de sa puissance. La première élection libre polonaise de Henryk Walezy en 1573. Tableau de Jan Matejko en 1889.

La Liberté dorée (en latin, Aurea Libertas; en polonais, Złota Wolność; et en lituanien, Auksinė laisvė) désignait un système politique unique de république aristocratique en vigueur dans le royaume de Pologne et, à la suite de l'union de Lublin (1569), dans la république des Deux Nations. Ce système donnait d'importantes prérogatives à tous les nobles (« szlachta ») qui étaient considérés comme égaux, ceci peu importe leur rang ou leur richesse. La noblesse y contrôlait à la fois le pouvoir législatif (avec le « Sejm » — la diète polonaise) et le pouvoir exécutif en désignant le roi régnant dans l'Union polono-lituanienne.

## Développement
Ce système politique, unique en Europe, vient de la prise de pouvoir par la « szlachta » (la noblesse polonaise) sur les autres classes sociales au sein du système politique monarchique. Avec le temps, la szlachta avait accumulé tellement de privilèges sanctionnés dans l'acte Nihil novi en 1505, les Articles henriciens en 1573 ainsi que les nombreux Pacta conventa que plus aucun monarque ne pouvait espérer briser l'emprise de la szlachta sur le pouvoir.
La doctrine politique de la république des Deux Nations était : « notre État est une République sous la présidence du roi ». Le chancelier Jan Zamoyski entérine cette doctrine avec cette maxime « Rex regnat et non gubernat » (« Le roi règne mais [littéralement et] ne gouverne pas »). La république des Deux Nations avait un parlement, le Sejm ainsi qu'un sénat et un roi élu. Le roi était contraint de respecter les droits des citoyens (ceux des nobles en réalité) contenus dans les Articles henriciens mais aussi dans le Pacta conventa négocié lors de son accession au trône.
Les pouvoirs du monarque étaient limités au bénéfice de la puissante classe nobiliaire. Chaque nouveau roi était contraint de se subordonner aux Articles henriciens qui constituaient la base du système politique polonais (et contenaient des garanties presque sans précédent de tolérance religieuse). Au fil du temps, les Articles henriciens se sont fusionnés avec le pacta conventa, quant à eux, des engagements individuels conclus avec chaque roi lors de son élection. De cette perspective, le roi était effectivement partenaire avec la noblesse et constamment supervisé par un groupe de sénateurs.
La Liberté Dorée (polonais : Złota Wolność, un terme employé depuis 1573) désignait les fondements du système politique de l'union de Pologne-Lituanie qui comprenaient :
- l'élection du roi par tous les nobles souhaitant participer, connu comme « wolna elekcja » (ou élection libre) ;
- le Sejm, la diète de l'Union de Pologne-Lituanie que le roi était tenu de réunir tous les deux ans ;
- le Pacta conventa (en latin, « accords ») dérivant des précédents Articles henriciens négocié avec le roi élu comprenant une déclaration de droits ;
- le rokosz (insurrection) ou droit de la szlachta de former légalement une rébellion contre le roi qui violerait leurs libertés ;
- la liberté religieuse garantie lors de la confédération de Varsovie en 1573[1] ;
- le liberum veto (en latin « j'interdis librement »), le droit pour chaque député d'une contrée de faire opposition à la décision d'une majorité lors d'une session du Sejm ; le fait d'exprimer ce «  « j'interdis en toute liberté » suffit pour nullifier toute la législation précédemment adoptée lors de cette session ; pendant la crise de la seconde moitié du XVIIe siècle, les nobles polonais pouvaient aussi recourir au liberum veto dans les diètes provinciales appelées sejmik ;
- le konfederacja (du latin confederatio) ou le droit de former une organisation dans un but politique.

Le système politique de la république des Deux Nations est difficile à classer dans une seule catégorie mais il peut être décrit comme un mélange :
- de confédération et de fédération, au regard de la large autonomie de ses régions. Il est néanmoins difficile d'arbitrairement désigner l'Union polono-lituanienne comme une confédération ou fédération, comme elle possède les qualités de chacune;
- de l'oligarchie[2], étant donné qu'uniquement les hommes de la szlachta—environ 15 % de la population— disposaient de droits politiques ;
- de démocratie, parce que l'ensemble des membres de la szlachta étaient égaux dans l'exercice de leurs droits et privilèges. Le Sejm pouvait opposer un veto à toutes décisions du roi sur des sujets capitaux incluant la législation (l'adoption de lois nouvelles), des affaires étrangères, la déclaration de guerre et les impôts (les changements de taux de taxes en vigueur ou la création de taxes nouvelles). Ainsi, les quelque 10 % de la population de la république des Deux Nations profitant de ces droits politiques représentaient un plus grand pourcentage que dans le reste des pays européens ; la szlachta s'étendait des illustres princes à des pauvres chevaliers plus misérables que beaucoup de paysans ; il faut aussi considérer que le droit de vote ne concernait en France seulement 1 % de la population en 1831 et au Royaume-Uni 14 % des adultes masculins en 1832 ;
- de la monarchie élective, étant donné que le souverain, élu par la « szlachta », était Chef d'État ;
- de la monarchie constitutionnelle, le monarque étant lié par le pacta conventa et d'autres lois à la szlachta qui pouvait désobéir à n'importe quel décret du roi qu'elle jugeait illégal.

## Évaluation
La Liberté Dorée était un aspect unique mais controversé du système politique polonais. Il s'agissait d'une exception, caractérisée par une puissante aristocratie et par un roi faible, durant une période où l'absolutisme se développait dans la majorité des autres pays de l'Europe ― une exception, néanmoins, qui comportait des similitudes frappantes avec des conceptions contemporaines. Durant une période où la plupart des pays européens se dirigeaient vers la centralisation, la monarchie absolue sur fond de querelles religieuses et dynastiques, la république des Deux Nations se tournait vers la décentralisation, la confédération et la fédération, la démocratie, la tolérance religieuse et même le pacifisme. En effet, comme le Sejm généralement bloquait tout projet de guerre d'un souverain, cela constitue un argument non négligeable en faveur de la théorie de la paix démocratique. Ce système était précurseur des concepts contemporains d'une démocratie plus poussée et d'une monarchie constitutionnelle,, aussi bien que d'une fédération. Les membres de la szlachta, citoyens de la République, proclamaient ainsi le droit de résistance, le contrat social, la liberté individuelle, le principe du gouvernement par consentement, l'autonomie― soient des valeurs partagées par toutes les démocraties libérales modernes . Exactement comme les démocrates libéraux des XIXe et XXe siècles, les nobles polonais s'inquiétaient de limiter la puissance de l'État. Les nobles polonais étaient fermement opposés au concept même d'État autoritaire.
Peut-être le parallèle le plus proche de la « démocratie nobiliaire » polonaise pouvait se trouver à l'extérieur de l'Europe ― en Amérique ― parmi l'aristocratie sudiste des États-Unis propriétaire d'esclaves. Ainsi des démocrates propriétaire d'esclaves et Pères fondateurs des États-Unis tels Thomas Jefferson et George Washington avaient beaucoup de valeurs en commun avec la noblesse réformiste de la république des Deux Nations.
D'autres, néanmoins; critiquent la Liberté Dorée en soulignant qu'elle se bornait (et profitait) uniquement à la noblesse, excluant les paysans et les habitants des villes et ne fournissait aucune garantie de protection des droits individuels à la majorité de la population. Cet échec à protéger la population des excès de la noblesse provenait du lent développement des villes et de l'aggravation du poids du servage sur la paysannerie polono-lituanienne à partir du XVIIe siècle. La république des Deux Nations était appelée « Le Paradis des Nobles », parfois  « le Paradis des Juifs » mais aussi « le Purgatoire pour les Citadins » et « l'Enfer pour les Paysans ». Et au sein même de la noblesse, la Liberté Dorée est devenue source d'abus par sa frange la plus aisée, les magnats, la détournant de son sens initial. Néanmoins, il faut noter l'expression « le Paradis pour les Juifs mais aussi le Purgatoire pour les Citadins et l'Enfer pour les Paysans » n'a été rétrospectivement donnée qu'au XXe siècle par l'écrivain allemand d'origine juive Alfred Döblin et non par les personnes de cette période. Elle devrait être ré-évaluée pour savoir si elle reflète les réalités de cette période même s'il est aussi vrai qu'un grand nombre de paysans de la Russie voisine fuyaient leurs seigneurs brutaux afin de s'établir dans la plus libérale Pologne, ce qui pourrait servir de contre-exemple à la partie « Enfer pour les Paysans ». Mais l'Enfer pourrait aussi désigner les paysans polonais incapables de sortir de leur misère chronique depuis des siècles.
Dans sa forme extrême, la Liberté Dorée a été critiquée comme responsable des « guerres internes et des invasions, de la faiblesse nationale, de l'indécision et la pauvreté d'esprit ». Échouant à évoluer vers un système moderne d'une monarchie nationale absolutiste, la république des Deux Nations a accusé un déclin graduel jusqu'au bord de l'anarchie du fait des dysfonctionnements du système notamment par le liberum veto. La trop grande majorité de la szlachta se croyait vivre dans le parfait État sans remettre en cause ni la Liberté Dorée, ni ses conceptions sarmates jusqu'à ce qu'il soit trop tard. Entre la petite noblesse refusant à payer les taxes nécessaires pour élargir et moderniser l'armée et les magnats soudoyés par les puissances étrangères pour paralyser le gouvernement de l'Union polono-lituanienne,, la république des Deux Nations était incapable de rivaliser avec la militarisation et la bureaucratisation chez ses voisins, devenant une cible de choix pour les convoitises étrangères. Ce qui, finalement, a amené les annexions partielles puis à la disparition complète de l'Union polono-lituanienne au profit de ses (désormais) plus puissants voisins absolutistes de la fin du XVIIIe siècle,.